# Sanguepazzo
Sanguepazzo è un film del 2008 diretto da Marco Tullio Giordana.

## Trama
Il film narra le vicende di Osvaldo Valenti e Luisa Ferida, divi italiani all'epoca del ventennio fascista. I due erano amanti (facevano anche largo uso di cocaina) ed aderirono alla Repubblica Sociale Italiana. Accomunati sino alla fine da uno stesso destino, furono arrestati da partigiani e fucilati il 30 aprile 1945, dopo la resa ufficiale della RSI e nonostante la donna fosse incinta e del tutto innocente.

## Distribuzione
Il film venne presentato fuori concorso al Festival di Cannes il 18 maggio 2008; è stato poi distribuito nelle sale cinematografiche italiane dalla 01 Distribution a partire dal 23 maggio 2008. Il 30 e il 31 maggio 2010, Rai 1 ha trasmesso la versione integrale nel formato di miniserie televisiva composta da due puntate, la cui visione era consigliata al solo pubblico adulto.
| n° | Puntata         | Prima TV       | Telespettatori | Share  |
| -- | --------------- | -------------- | -------------- | ------ |
| 1  | Prima puntata   | 30 maggio 2010 | 3.899.000      | 17,41% |
| 2  | Seconda puntata | 31 maggio 2010 | 3.562.000      | 14,25% |

## Accoglienza
Il film ha ricevuto 46% di voti positivi del pubblico sul portale Rotten Tomatoes e viene valutato 6,3/10 sul portale specializzato in film IMDb (media basata su 816 voti). Il film riceve critiche miste anche sul sito MyMovies, che raccoglie i voti del pubblico, della critica e della stampa con una media di 2,81/5 punti, e dove viene indicato un incasso al botteghino di 594.000 euro nelle prime otto settimane di programmazione.

## Riconoscimenti
- 2009 - Nastro d'argento
  - Migliori costumi
- 2009 - Ciak d'oro
  - Miglior scenografia a Giancarlo Basili[9]
  - Migliori costumi a Maria Rita Barbera[9]